# Août 1957

## Évènements
- 1er août : mise en service du Commandement de la défense aérospatiale de l'Amérique du Nord (NORAD).
- 3 - 10 aout : le 42e congrès mondial d’espéranto a lieu à Marseille.
- 4 août (Formule 1) : au soir du GP d'Allemagne, disputé sur le Nürburgring, à l'issue du duquel il a obtenu la 24e (et dernière) victoire de sa carrière, l'Argentin Juan Manuel Fangio remporte — alors qu'il reste encore deux courses à disputer — son cinquième titre (dont quatre consécutifs) de Champion du monde de Formule 1 au volant d'une Maserati.
- 6 août : accord de coopération économique et technique soviéto-syrien. En réponse, la CIA prépare le plan Wappen visant à renverser le régime syrien qui échoue lamentablement. Plusieurs diplomates américains sont expulsés de Syrie.
- 7 août : Paul Anka interprète sa chanson Diana. C'est un immense succès.
- 12 août : « Opération 20 % » : dévaluation déguisée du franc français.
- 15 août : Mohamed V, sultan du Maroc.
- 16 août, Canada : abolition de la peine d'emprisonnement pour dettes non-payées.
- 18 août (Formule 1) : Grand Prix automobile de Pescara.
- 31 août : indépendance de la Malaisie concédée par le Royaume-Uni. Tunku Abdul Rahman, chef de l’UMNO, devient Premier ministre de Malaisie (fin en 1970).

## Naissances
- 1er août : Taylor Negron, acteur américain († 10 janvier 2015).
- 2 août : Konstantin Kokora, patineur artistique soviétique puis russe († 18 juin 2025).
- 6 août : Patrick Borg, acteur français de doublage
- 9 août : Melanie Griffith, actrice américaine.
- 11 août : Tony Valeri, homme politique canadien.
- 13 août[1] : Carl Stormer, physicien norvégien.
- 15 août : David Anderson, homme politique de la circonscription fédérale de Cypress Hills—Grasslands.
- 18 août : Carole Bouquet, actrice française.
- 23 août : Georges Farrah, homme politique québécois.
- 28 août : Daniel Stern, acteur, réalisateur, producteur et scénariste américain.
- 29 août : Severino Bottero, entraîneur de ski alpin italien († 2 janvier 2006).

## Décès
- 7 août : Oliver Hardy, acteur américain (° 18 janvier 1892).
- 16 août : Irving Langmuir (76 ans), chimiste et physicien américain.
- 21 août : Nels Stewart, joueur de hockey.
- 23 août : Eugène Schueller, fondateur de L'Oréal.
- 25 août : Umberto Saba, écrivain et poète italien (° 9 mars 1883).
- 26 août : Joseph Burr Tyrrell, géologue et historien.